# Mariette Désert
Pour les articles homonymes, voir Désert (homonymie).
Mariette Désert est une scénariste française.

## Biographie
Elle fait des études de cinéma à la Femis, département scénario, dont elle sort diplômée en 2004.

## Filmographie
- 2004 : Les Etrangers d'Eskil Vogt (court-métrage)
- 2006 : La Leçon de guitare de Martin Rit (court-métrage)
- 2006 : Charell de Mikhaël Hers (court-métrage)
- 2008 : La Neige au village de Martin Rit (court-métrage)
- 2009 : L'Arbre de Noé d'Arnaud Gautier (court-métrage)
- 2010 : Memory Lane de Mikhaël Hers
- 2010 : Un poison violent de Katell Quillévéré
- 2013 : Suzanne de Katell Quillévéré
- 2014 : Mercuriales de Virgil Vernier
- 2015 : Gaz de France de Benoît Forgeard (conseillère)
- 2015 : Ce sentiment de l'été de Mikhaël Hers
- 2015 : DZNFMR : Des édens éphémères de Guillaume André
- 2015 : La Duchesse de Varsovie de Joseph Morder
- 2016 : Après de Wissam Charaf (court-métrage)
- 2016 : Les Nouvelles folies françaises de Thomas Blanchard (court-métrage)
- 2017 : Tombé du ciel de Wissam Charaf
- 2018 : Souvenir inoubliable d'un ami de Wissam Charaf (court-métrage)
- 2018 : Sophia Antipolis de Virgil Vernier
- 2018 : La Dernière folie de Claire Darling de Julie Bertuccelli
- 2019 : Les Particules de Blaise Harrison
- 2024 : Le Monde n’existe pas de Erwan Le Duc (série)

Réalisation et scénario :
- 2007 : Sortie d'école (court-métrage documentaire)
- 2016 : La Vie active coréalisé avec Martin Rit (court métrage documentaire)

## Distinctions

### Nominations
- César 2014 : César du meilleur scénario original pour Suzanne